# Tommy Sylvestre
Tommy Sylvestre   (Kinshasa, 31 d'agost de 1946) és un exfutbolista togolès de la dècada de 1970.
Fou internacional amb la selecció de futbol de Togo.
Pel que fa a clubs, destacà a Étoile Filante de Lomé, Stade d'Abidjan i Stella Club d'Adjamé.